# Felsinschrift von Nascht-e ban
Die Felsinschrift von Nascht-e ban (Našteban) (persisch سنگ نوشته نشتبان) ist in der Nähe des Dorfes Girkh-ghizlar in Ost-Aserbaidschan, 20 km (36 km nach Salvini) nordöstlich von Sarab in den weichen Felsen des Sabalan eingemeißelt. Sie wurde von Nadschaf Ali Zendedel - einem Mitarbeiter der Kornkammer von Täbris entdeckt, der einen Abklatsch anfertigte und an Dr. Mahiyar Navabi, dem Dekan der philosophischen Fakultät der Universität Täbris weiterleitete.
Die unvollständige Inschrift besteht aus zwölf Zeilen. Der Anfang der traditionellen Verfluchung desjenigen, der sie austilgt oder sich selbst zuschreibt, ist jedoch erhalten (Zeile 13), was anzeigt, dass der „historische“ Teil komplett ist. Die Inschrift stammt von dem urartäischen König Argišti Rusahini. Benedikt nimmt an, dass sie im Zuge desselben Feldzuges angebracht wurde wie die Felsinschrift vom Berg Zagan.
Argišti berichtet, wie er die Länder Bu-[…] und […]-du-ši-li einnahm und den Fluss Muna erreichte, wo er umkehrte. Er unterwarf die Länder Girdu, Gituḫani und Tunišpa und eroberte eine Stadt, deren Namen nicht ganz erhalten ist (e-ú-[…]-tar-ni). Er nahm den Tribut der eroberten Länder entgegen.
Ohne eine Namensformel folgt dann direkt die Fluchformel.

## Konkordanz
| Autor         | Kürzel | Nummer        |
| ------------- | ------ | ------------- |
| Benedikt 1965 | –      | Inscription 2 |
| Salvini 2008  | –      | A 11-5        |
| Melikisvili   | UKN II | 446           |
| Arjutjan 2001 | KUKN   | 410           |